# Водолей (сосуд)
Водолей, или акваманил (фр. aquamanile, от лат. aqua — вода и лат. manus — рука) — зооморфный или антропоморфный сосуд для омовения рук, применявшийся в сакральных и светских целях в странах Западной Европы в Средние века и в эпоху Возрождения. Иначе: рукомойник. Относится к типу «фигурных сосудов». Чаще его «изготавливали из бронзы в виде фигурки зверя: льва, собаки, дракона — полым внутри, с отверстием на спине для заполнения водой и с отверстием в пасти для слива. Ручкой служил изогнутый хвост».

## История
Средневековые акваманилы появились в результате образного переосмысления античных «рукомойников», которые обычно делали из керамики, а дорогие изделия чеканили из золота. Схожие изделия в Византии испытали на себе влияния мусульманского Востока, сосудов типа афтафы или кумганов.
Из средневековых церквей такие сосуды вместе с лоханями, составлявшие рукомойный прибор, начиная с XII века перекочевали в светские дома зажиточных бюргеров. Их стали делать из чеканного серебрa с богатым рельефным декором, почерпнутым из гравюр того времени.
Иконография акваманилов формировалась под воздействием монументальной скульптуры, резьбы по дереву, книжной миниатюры и средневековой поэзии. Аналогичную эволюцию испытали другие предметы церковной утвари: реликварии, канделябры, Купель купели. Своеобразие акваманилов заключается в разнообразии их форм и сюжетов. Доминирующим мотивом были львы, кони с наездниками, крылатые существа, среди которых чаще встречаются грифоны, драконы, птицы. Небольшим числом представлена группа антропоморфных акваманилов, имитирующих форму головы, бюста, а иногда и полную человеческую фигуру. В Средневековье такие акваманилы отливали, в основном, в мастерских Нижней Саксонии с центрами в Хильдесхайме, в Магдебурге и в долине реки Маас на территории современных Бельгии, Франции и Голландии (регион Мааса и Рейна).

## Изготовление
Большая часть сохранившихся водолеев изготовлена литьём из бронзы по способу «вытесненного воска». Редкие образцы выполнены из глины или драгоценных металлов. Метод вытесненного воска на примере изготовления медного кадила был описан монахом-бенедиктинцем пресвитером Теофилом в его трактате «Записка о разных искусствах» (Schedula diversarum artium), представляющим обзор средневековых искусств, содержащий ценную информацию о техниках и технологиях производства. Появление акваманилов в XII веке свидетельствует о значительном развитии технологии средневековых умельцев.
Значительная коллекция акваманилов имеется в музее Клюни в Париже, Германском национальном музее в Нюрнберге и санкт-петербургском Эрмитаже (собрание А. П. Базилевского).

## Галерея
- Акваманил. XIV в. Керамика. Германский национальный музей, Нюрнберг
- Акваманил. Между 1520 и 1550. Фаянс, медный люстр. Валенсия, Испания. Музей Виктории и Альберта, Лондон
- Aнтропоморфный акваманил. Ок. 1170. Бронза, инкрустация, золочение. Долина Мааса. Сокровищница Ахенского собора
- Акваманил-Голубка. Между 1085 и 1115. Бронза. Испания. Национальный археологический музей, Мадрид
- Акваманил в виде льва. Ок. 1400. Бронза. Метрополитен-музей, Нью-Йорк
- Акваманил-лев. Ок. 1250. Бронза. Музей искусств и ремёсел, Гамбург
- Церковный акваманил в форме грифона. Бронза, выемчатая эмаль, золочение. Музей истории искусств, Вена
- Водолей. Ок. 1250. Бронза. Нижняя Саксония. Музей искусств округа Лос-Анджелес, Калифорния, США
- Акваманил-всадник. 1270-е. Бронза. Нижняя Саксония. Метрополитен-музей, Нью-Йорк
- Акваманил «Аристотель и Кампаспа». Ок. 1400. Бронза. Германия. Метрополитен-музей, Нью-Йорк